# Roberto Acuña (cestista)
Roberto Santiago Acuña (Rafaela, 14 settembre 1990) è un cestista argentino.

## Carriera
Con l'Argentina ha disputato i Giochi olimpici di Rio de Janeiro 2016).

## Palmarès
- Campionato argentino: 1

San Lorenzo: 2020-21
- Torneo Súper 20: 1

Quimsa: 2018
- TNA: 1

Ciclista Juninense: 2013-14
- Campionato colombiano: 1

Caribbean Storm Islands: 2023